# Пиловача
Пиловача је врста јестиве гљиве која је распрострањена на голој земљи у бјелогоричним шумама.

## Апотециј
Обично попречно чим  се развије и рашири, већином у младости у облику шољице, но убрзо се искривљује, валовито набире, а средњи дио јој се уздиже. Доста дубока посуда. Већином без стручка, али базални мицелиј, сњежно бјел, гради једну плетеницу од инкорпорираног страног материјала, те буде стручколико висок.

## Химениј
Фино пустенаст, готово гладак но мјестимично мјехурасто-бубуљичасто нераван, већином боје љешњака но и свјетлији. 

## Ексиполиум
Паперјаст проводњен истобојан , а сух и бјел.

## Месо
Месо за плочарице врло дбело, сочно није лако ломљиво и дробљиво. Боје меда. Мирис подсјећа на свјеже дрво. Укус благ.

## Станиште и распрострањеност
На голој земљи у бјелогоричним шумама, но много чешће, и тада су примјерци бујнији, на полутрулој пиљевини или иверију и око њих, на мјестима гдје се обављају шумски радови. Расте појединачно.

## Јестивост
Угодно јестива гљива, издашна, не само крупна, него и дебел. Пирја се у властитом соку, док се сок не згусне. Добра је и пржена на маслацу.